# 高嶋菊次郎

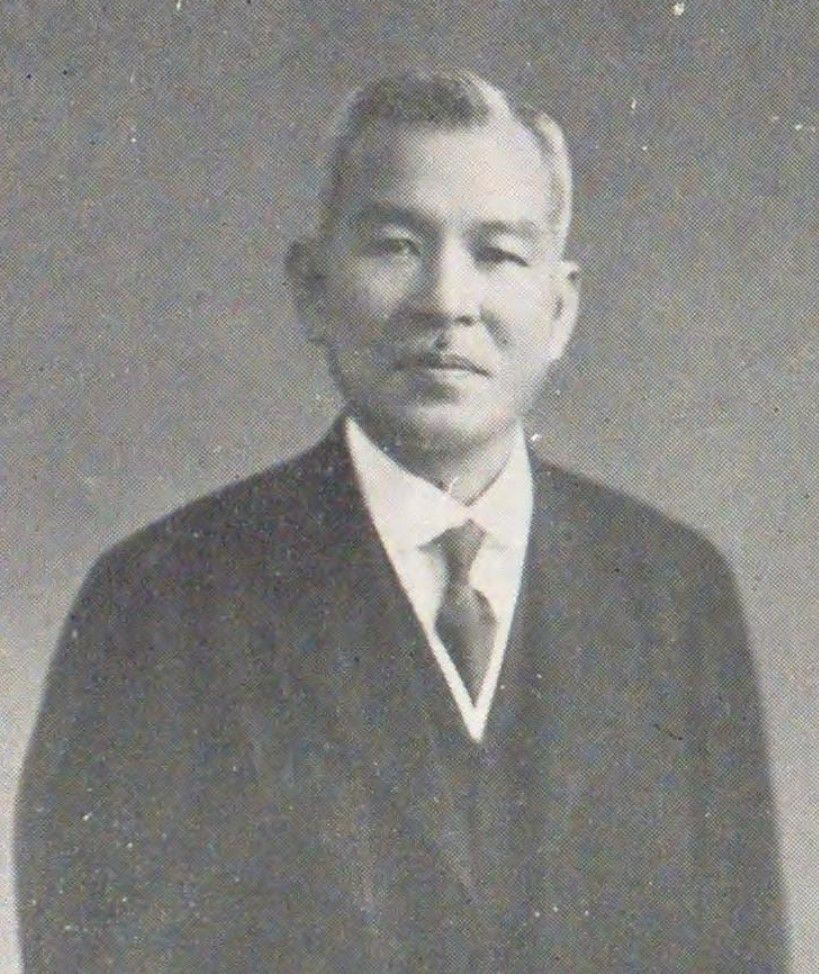
1933年（昭和8年）撮影

高嶋 菊次郎（たかしま きくじろう、1875年（明治8年）5月17日 - 1969年（昭和44年）1月29日）は、明治、大正、昭和期の日本の実業家。

## 経歴
福岡県生まれ。1900年（明治33年）に東京高等商業学校（現在の一橋大学）を卒業。大阪商船に入社。後に三井物産に転じ、藤原銀次郎の知遇を得て、1912年（明治45年）に王子製紙に入社。
苫小牧工場長を経て、1914年（大正3年）に王子製紙取締役に就任。常務、専務、副社長を経て、藤原銀次郎の後任として1938年（昭和13年）12月に取締役社長に就任した。その後1942年12月まで王子製紙の社長を務めている。同社のほか、傍系会社の日本パルプ工業の取締役社長を1939年（昭和14年）5月から1943年（昭和18年）1月まで務めた。また、1940年（昭和15年）には法政大学の理事に就任し、大学事業の運営にも寄与した。
1943年（昭和18年）に中支那振興の総裁に就任。戦後、公職追放となる。
50歳過ぎ頃から漢学を学び、中国書画を収集した。神奈川県藤沢市鵠沼松が岡の自宅を槐安居と称した。1965年（昭和40年）コレクション278点を東京国立博物館に寄贈し、槐安居コレクションと称される。